# گریگور اودیان
گریگور اودیان (ارمنی: Գրիգոր Պողոսի Օտեան؛ ۹ دسامبر ۱۸۳۴ – ۶ اوت ۱۸۸۷) سیاست‌مدار، حقوقدان و نویسنده ارمنی‌تبار اهل عثمانی بود.
وی عموی نمایش‌نامه‌نویس و نویسنده برجسته ارمنی، یروانت اودیان بود..
اودیان یک چهره کلیدی در تأسیس قانون اساسی ملی ارمنیان و قانون اساسی ۱۸۷۶ عثمانی بود.